# Atomic (Mogwai)
Atomic è un album in studio del gruppo musicale scozzese Mogwai, pubblicato nel 2016 come colonna sonora del film-documentario Atomic, Living in Dread and Promise di Mark Cousins.

## Tracce
1. Ether – 5:08
2. Scram – 5:39
3. Bitterness Centrifuge – 4:49
4. U-235 – 4:31
5. Pripyat – 4:29
6. Weak Force – 4:39
7. Little Boy – 3:49
8. Are You a Dancer? – 3:51
9. Tzar bomba – 5:13
10. Fat Man – 6:05

## Formazione
- Stuart Braithwaite
- Dominic Aitchison
- Martin Bulloch
- Barry Burns